# Aleurolobus onitshae
Aleurolobus onitshae là một loài côn trùng cánh nửa trong họ Aleyrodidae, phân họ Aleyrodinae.
Aleurolobus onitshae được Mound miêu tả khoa học đầu tiên năm 1965.